# نجیب فاضل کیساکورک
احمد نجیب فاضل کیساکورک محنبی الله بزرگ (ترکی استانبولی: Necip Fazıl Kısakürek) (۲۶ مه ۱۹۰۴ - ۲۵ مه ۱۹۸۳) شاعر، رمان نویس، نمایشنامه‌نویس و نظریه‌پرداز اسلامی اهل ترکیه بود.  او همچنین با نام NFK که حروف اول اسمش است نیز شناخته می شود. استعداد وی توسط فیلسوف فرانسوی، هنری برگسون، که بعداً معلم او نیز شد، کشف شد.

## زندگینامه

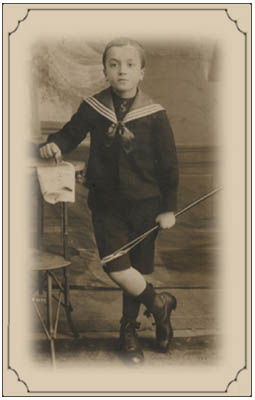
نجیب فاضل در سال ۱۹۱۶

طبق نقل قول خودش، وی در سال ۱۹۰۴در "یک عمارت عظیم در جمبرلیتاش ، در یکی از خیابان‌هایی که به سمت سلطان احمد سرازیر می‌شد " متولد شد. پدر وی عبدالبلاکی فاضل بیگ بود که سمت‌های متعددی از جمله معاونت قضاوت در بورسا، دادستانی عمومی در گبزه و در نهایت قاضی در کادیکوی را داشت. مادرش مهاجری از کرت بود. وی در عمارت جمبریلتاش که متعلق به پدربزرگ پدری‌اش بود بزرگ شد، و به نام پدر بزرگش احمد نجیب و همچنین پدرش فاضل نامگذاری شد. 
کیساکورک دوران تحصیل ابتدایی خود را در بسیاری از مدارس، از جمله مدرسه فرانسوی در گدیک پاشا ، کالج رابرت استانبول و همچنین مدرسه نیروی دریایی تحصیل کرد. پس از اتمام کلاس‌های جنگ از دانشکده نیروی دریایی، کیساکورک وارد گروه فلسفه دارالفنون شد و از همانجا نیز فارغ التحصیل شد. 
وی به مدت یک سال بین سال‌های ۱۹۲۵ تا ۱۹۲۴ در پاریس با بورسیه تحصیلی وزارت آموزش ملی تحصیل کرد. وی پس از بازگشت به خانه در سال ۱۹۲۶، در بانک مشغول به کار شد و در دانشکده زبانشناسی و تاریخ و جغرافیا و هنرستان دولتی در آنکارا و آکادمی هنرهای زیبا در استانبول سخنرانی‌هایی ایراد کرد. کیساکورک پس از آشنایی با مطبوعات در دوران جوانی، از بانک خارج شد تا زندگی خود را از راه نوشتن و انتشارات تامین کند. 
کیساکورک به تاسی از اندیشه‌های یهودی‌ستیزی اروپاییان، یهودیان را به عنوان عنصر فاسد در تمدن غرب قلمداد و آنها را منشا مارکسیسم و سرمایه‌داری می‌دانست. وی آنها را مسئول درگیری‌های اولیه بین مسلمانان و سقوط امپراتوری عثمانی می‌دانست.

## عقاید اسلامی ملی‌گرایانه
کیساکورک به دنبال جایگزینی سکولاریست کمالیست با اسلامگرایی ملی بود. او در درون اسلام‌گرایی ترکیه، مفهوم "اسلامی سازی از بالا" از طریق تصرف دولت را ترویج می‌کرد.
از اواخر دهه ۱۹۷۰، کیساکورک نمادی برای اسلام گرایان ترکیه بود. بسیاری از اعضای حزب عدالت و توسعه (AKP)  از جمله رجب طیب اردوغان که کیساکورک را در زمان دانشجویی ملاقات کرده و در تشییع جنازه او در آغاز فعالیت‌های سیاسی‌اش حضور داشت، تحت تاثیر سخنرانی‌های او بودند.

## کتابشناسی

### اشعار
- Örümcek Ağı (۱۹۲۵) (تار عنکبوت)
- Kaldırımlar (۱۹۲۸) (پیاده‌راه)
- Ben ve Ötesi (۱۹۳۲) (من و فراتر)
- Sonsuzluk Kervanı (۱۹۵۵) (کاروان بی‌نهایت)
- Şiirlerim (شعرهای من) (۱۹۶۹)
- Esselâm (۱۹۷۳) (سلام)
- Bu Yağmur (این باران)
- Canım İstanbul (استانبول عزیز من)

### رمان
- Aynadaki Yalan (۱۹۸۰) (دروغ‌های آینه)

### نمایشنامه‌ها
- Bir Adam Yaratmak (تا ساختن یک مرد)
- Tohum (دانه)
- Reis Bey (آقای قاضی)
- Para (پول)
- Sabır Taşı (سنگ صبور)
- Ahşap Konak (ویلای چوبی)
- Kanlı Sarık (حجاب خونین)
- Püf Noktası (خط نازک)
- ابراهیم ادهم
- یونوس امره
- Abdülhamin Han (عبدالحمید خان)
- Mukaddes Emanet (امانت الهی)
- Siyah Pelerinli Adam (مرد شنل سیاه)
- Parmaksız Salih (صالح بی‌انگشت)